# Institutsgebäude Deutschhausstraße 1+2

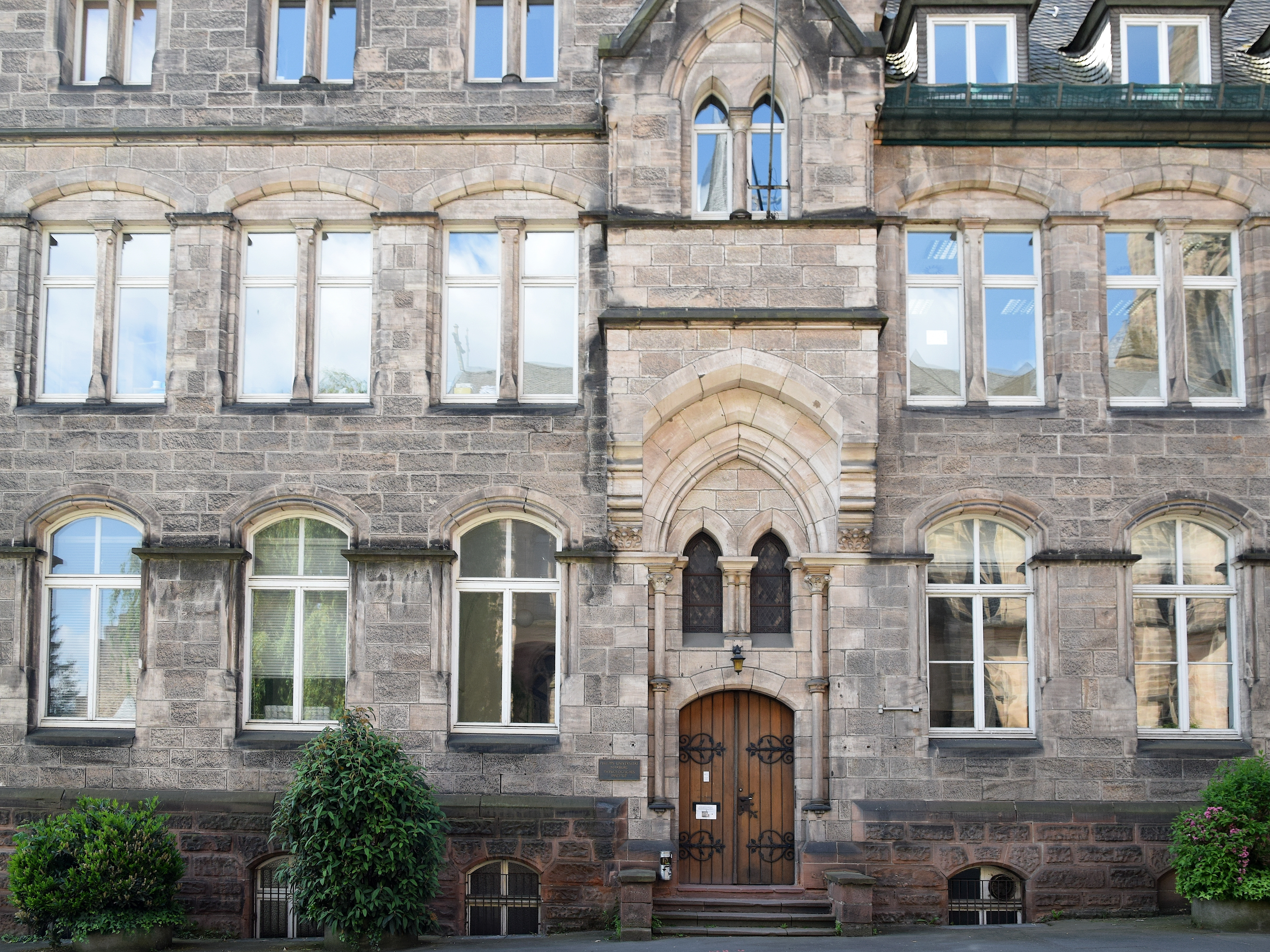
Eingang des Institutsgebäudes

Das Institutsgebäude Deutschhausstraße 1+2 in Marburg beherbergt das Institut für Physiologie und Pathophysiologie der Philipps-Universität Marburg. Es wurde in den Jahren 1885 bis 1888 erbaut und gehört zu den markanten historischen Universitätsbauten in Marburg.

## Geschichte und Nutzung
Der Bau des Physiologischen Instituts mit zugehörigem Tierstall erfolgte 1885–1888 auf dem Gelände der Hoffmannschen Gärten, die Teil des ehemaligen Deutschordensguts an der Deutschhausstraße waren. Die Architekten Albrecht Meydenbauer und Bernhard Zölffel errichteten das Gebäude im Stil der Neugotik.
Die Anlage bestand ursprünglich aus dem zweigeschossigen Institutsgebäude und einem Tierstall. Der westliche Anbau mit Direktorwohnung konnte erst nach Abbruch des alten Elisabethhospitals und eines angrenzenden Hauses realisiert werden. Auf einem freien Platz an der Ecke Deutschhausstraße/Pilgrimstein wurde 1940 eine Gedenkstätte für Emil von Behring eingeweiht.
In den 1920er Jahren wurde eine Kursbaracke parallel zum Tierstallgebäude errichtet. 1938/39 erfolgte ein Umbau unter Einbeziehung der Direktorwohnung für die selbstständig gewordene Physiologische Chemie. Von 1954 bis 1959 wurde ein Erweiterungsbau auf der Südseite errichtet, während das Innere des Altbaus umgestaltet wurde. Dabei entstand ein großer Hörsaal, indem das Dachgeschoss mittels dreier Rahmenbinder abgängig gesichert und die Holzkonstruktion des Daches erneuert wurde.

## Architektur
Das zweigeschossige Gebäude reagiert mit seinem Material, den hellen Sandsteinquadern, und seiner neogotischen Formensprache auf die gegenüberliegende Elisabethkirche. Die Gliederungselemente, darunter Rundstabprofile und einfache Wasserschläge, stellen eine bewusste Parallele zur Kirche her.
Die Nordfassade ist abwechslungsreich gegliedert durch Vor- und Rücksprünge, Risalit, Erker und Altan. Die kleinteilige, asymmetrische Anlage und die im Vergleich zu anderen historistischen Bauten geringe Höhe folgen dem städtebaulichen und historischen Kontext. Durch den verklärenden Historismus entsteht ein auffälliger Kontrast zur einheitlichen Wandgliederung der mittelalterlichen Elisabethkirche.

## Umgebung und Denkmalschutz

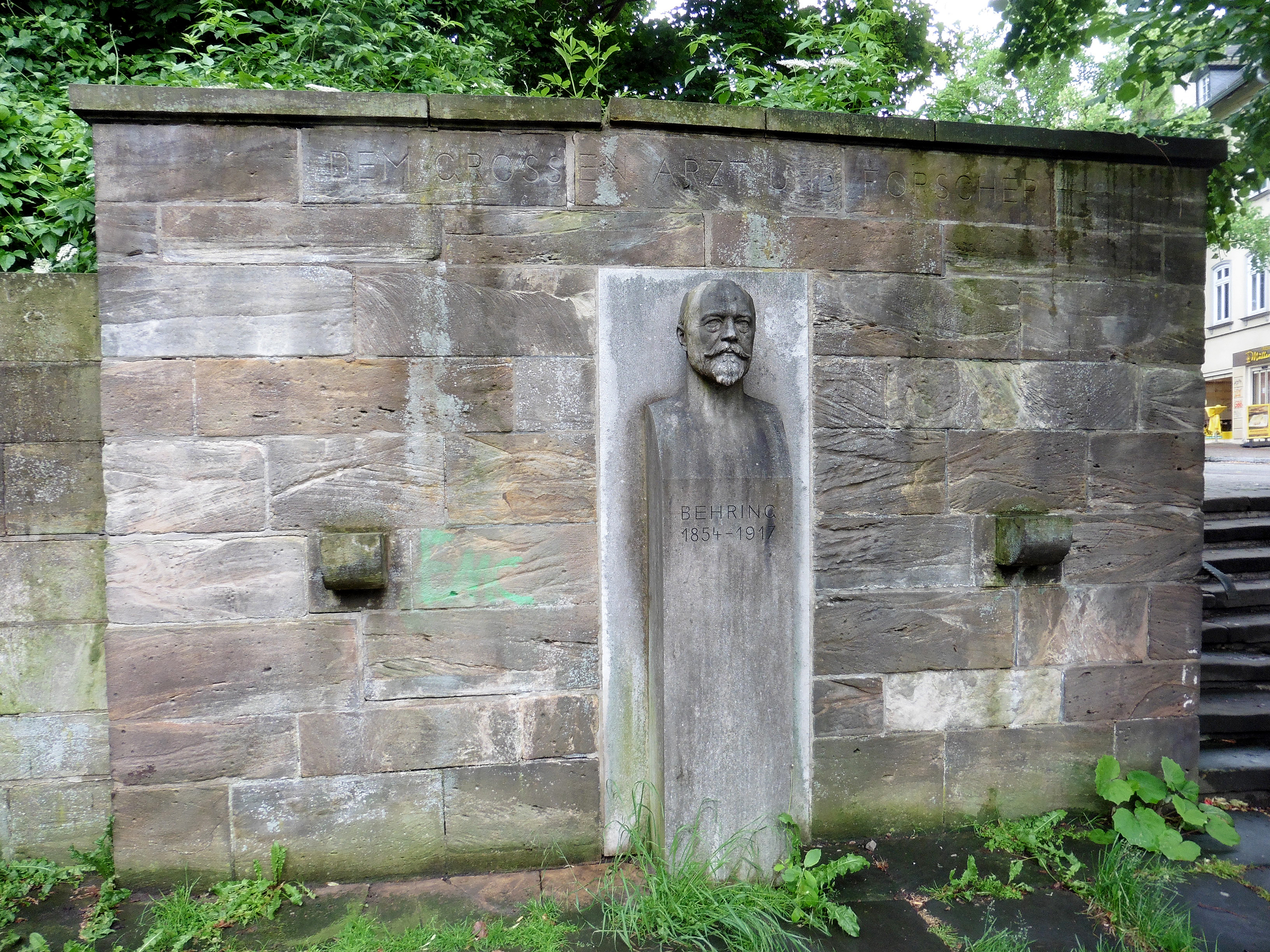
Die 1940 errichtete Büste

Am Rand des Institutsgeländes befindet sich die Ruine der Hospitalkapelle aus dem 13. Jahrhundert, die als Denkmal erhalten ist. Das gesamte Gebäudeensemble ist ein bedeutendes Zeugnis der neogotischen Universitätsarchitektur in Marburg und steht unter Denkmalschutz.